# Visconde de Vila Nova de Famalicão
Visconde de Vila Nova de Famalicão foi um título nobiliárquico criado por decreto de 27 de setembro de 1890, do rei D. Carlos I de Portugal, a favor de José Joaquim Machado.